# Mörttjärnen (Svärdsjö socken, Dalarna)
Mörttjärnen är en sjö i Falu kommun i Dalarna och ingår i Dalälvens huvudavrinningsområde. Sjöns area är 0,017 kvadratkilometer och den befinner sig 218 meter över havet.